# Isaak von Montjoie
Isaak von Montjoie oder Monschau, auch Isaac von Brühl u. ä. (geboren in der 1. Hälfte des 14. Jahrhunderts vermutlich in Köln; gestorben nach 1382, vermutlich vor 1386 in Köln oder Bonn) war ein deutscher jüdischer Unternehmer und Gemeindevorsteher, der in Monschau, Brühl, Köln und Bonn wirkte.

## Leben
Isaak von Montjoie stammte wie sein Bruder Mannus von Köln (gest. nach 1386) wahrscheinlich aus Köln. Sein Vater Simon (gest. zwischen 1349 und 1377) konnte mit seiner Familie offenbar dem Pogrom von 1349 in Köln entkommen und fand Aufnahme in der Eifelstadt Montjoie (Monschau).

### Monschau
Simon und sein Sohn Isaak nannten sich nach ihrem Zufluchtsort Simeon Munschau und Isaak von Montjoie oder Monschau (Monzauwe, Moynioye u. ä.). Die Herrschaft Monschau war zu dieser Zeit als brabantisches Lehen im Besitz von Johann I. von Falkenburg († 1352) und dessen Tochter Philippa von Falkenburg. 1353 wurde sie an Reinhard I. von Schönau, Schönforst und Zichem († 1376) übertragen, der Philippa von Valkenburg und ihrem Ehemann und Vormund Heinrich von Flandern bis zu diesem Jahr ein Darlehen über 15.000 alte Goldschilde zur Ablösung von Pfandschaften gewährt hatte. Diese Transaktionen und erkennbare Ausbauten der Burg und des Ortes unmittelbar nach 1350 wurden vermutlich durch die Familie Simons von Munschau mit finanziert.

### Brühl
Isaak von Monschau lebte nach 1360 in Brühl, der Residenzstadt der Kölner Erzbischöfe und Kurfürsten. Sein Bruder Mannus (Manne, Man) von Köln ließ sich vor 1362 in Worms und sein Bruder Vyvus (Vivelin) von Brühl 1369 in Straßburg nieder.

### Köln
Als sich 1372 nach 23 Jahren Vertreibung aus der Stadt erstmals wieder Juden in Köln ansiedeln durften, war unter ihnen auch Isaak von Brühl und seine Familie. „Isaac van deme Broele“ zahlte 400 Gulden Aufnahmegeld und 100 Gulden jährlich; „Isax (=Isaaks) bruder van deme Brule“ – d. h. Vyvus (Vivelyn) – und „Isax eydûm Lievermann“ (sein Schwiegersohn), die gleichzeitig aufgenommen wurden, zahlten zusammen 300 Gulden Aufnahmegeld und 100 Gulden jährlich.
Isaak von Montjoie wurde „Judenbischof“ (Gemeindevorsteher) unter Aufsicht des Erzbischofs Friedrich III. von Saarwerden (* um 1348; † 1414) in Köln.
Graf (später Herzog) Wilhelm II. von Berg (1348–1408) nahm 1373 ein Darlehen über insgesamt 5.100 (= 2 × 2.550) Gulden bei den beiden Juden Bunheim Schaiff (gest. um 1392/94) aus Köln und „Isaak van dem Bruele“ auf. Als Pfand setzte er zwei Kronen und andere Wertgegenstände ein. Im August 1374 quittierte Isaak von Monschau dem Grafen wegen dessen Verzug aus diesem Vertrag ein „Schadegeltz“ von 450 Gulden. An der Urkunde hängt ein Siegel mit der erhaltenen Umschrift „YSAC VN MVNSVE“ sowie den drei hebräischen Anfangsbuchstaben „יצח“ des Namens Isaak und nach einer Lücke einem lesbaren Buchstaben „מ“, der als das „M“ aus dem Vaternamen „Simon“ interpretiert werden kann; das Siegelbild zeigt in einem Schild einen steigenden Steinbock.
Im April 1374 gelobten Johann Schürmann († 1411), Amtmann und Keller in Brühl, „onse judebuschof“ Isaak von Montjoie (Ysaac von Monyoye), dessen Sohn Lewe und Schwiegersohn Levermann den Lübecker Bürgern Giselbrecht Nuwestat, Siward (Syuart) Ridder, Henrich Molenstrate, Hermann Rodenwerder sowie Hermann und Gerart Dersauw, die Friedrich III. zusammen 5.000 Gulden geliehen hatten, innerhalb von vier Jahren 2.000 Gulden der Schuld abzutragen. Als Sicherheit bestellte der Erzbischof Burg, Stadt und Amt Brühl, auch über seinen Tod hinaus. Der Erzbischof bestritt mit dem Geld auch die Kosten einer Reise im Herbst 1375 nach Lübeck im Gefolge von Kaiser Karl IV.

### Flucht im Schöffenkrieg
Isaak von Montjoie unterstützte den Erzbischof im sogenannten „Schöffenkrieg“ (1374 bis 1377) zwischen Friedrich III. und der Stadt Köln. Sein früherer Geschäftspartner Bunheim Schaiff finanzierte dagegen die Stadt Köln zwischen 1375 und 1391 mit hohen Summen. Um 1376 musste Isaak als Anhänger Friedrichs III. aus Köln fliehen.

### Bonn
Nach der Flucht aus Köln ließ Isaak von Montjoie sich in Bonn nieder. Bei Bonn lag mit der Poppelsdorfer Burg ein Verwaltungszentrum Erzbischof Friedrichs III. von Saarwerden.
Die Stadt Köln beschlagnahmte Waren bzw. Gelder, die Isaaks Bruder Mannus und dessen Schwiegersohn Gottschalk von Worms bei ihm eingelegt hatten. Mannus meldete 1376 Ansprüche auf das dem Grafen von Berg geliehene Geld an. Die Stadt rechtfertigte die Beschlagnahme den Herzögen von Bayern (Rheinpfalzgrafen) gegenüber in einem Brief damit, dass Isaak von Moynioye „Scheffener“ des Erzbischofs geworden sei, mit dem sie in offenem Krieg stehe. Darüber entstand 1378 bis 1386 eine Fehde zwischen der Stadt Köln und Graf Diether VIII. von Katzenelnbogen (1340–1402), unter dessen Schutz Mannus und Gottschalk standen.
1381 wird mit „Isack de Montjoie“ erstmals nach dem Pestpogrom 1348/49 wieder ein in Bonn ansässiger Jude urkundlich genannt. Adolf von Virneburg († um 1391) stellte in diesem Jahr einen Schadlosbrief aus für seine „Neffen“ Konrad von Tomburg († um 1398) und Friedrich I. von Tomburg und Landskron († 1420) wegen Bürgschaft für einen Kredit Isaaks.
Isaak von Monschau (Munszauwe) bestätigte Erzbischof Friedrich III. 1382 den Erhalt einer Abschlagszahlung von 400 Rheinischen Gulden auf eine Schuld von 400 Schilden.
1386 musste Mannus von Köln auf die Rückzahlung des Kredites seines Bruders Isaak aus dem Jahr 1373 an den Herzog Wilhelm II. von Berg in Höhe von 2.550 Gulden verzichten. Vermutlich war Isaak von Montjoie zu diesem Zeitpunkt bereits verstorben.

## Familie
Als Kinder Isaaks von Montjoie werden genannt:
- Lewe,
- (Tochter), verheiratet mit Lievermann, 1372 in Köln aufgenommen.[13]

Der Bruder Mannus von Köln (gest. nach 1386) wirkte als Geldhändler in Worms (s. o.).
Isaaks Bruder Vyvus (Vivelin) wurde 1369 für fünf Jahre in Straßburg und 1372 in Köln aufgenommen. Er war vermutlich identisch mit Vyvus von Bryle (Broele, Bruele u. ä.), dem Schwiegersohn des Jakob von Jülich (Guylge, Gylche, Guilch) (gest. 1379/81) zu Koblenz und seiner Frau Gertrude (gest. nach 1381). Vyvus von Brühl zu Köln erscheint zwischen 1381 und 1401 als Kreditgeber der Stadt Andernach, die zum Erzstift Köln gehörte.
Gomprecht von Bonn zu Andernach wird 1401 als Bruder des Vyvus von Köln bezeichnet. Er war zwischen 1388 und 1407 ein Kreditgeber der Stadt Andernach.
1372 wurde Anselm, Isaaks Bruder, in Köln aufgenommen.